# 順貴人 (乾隆帝)

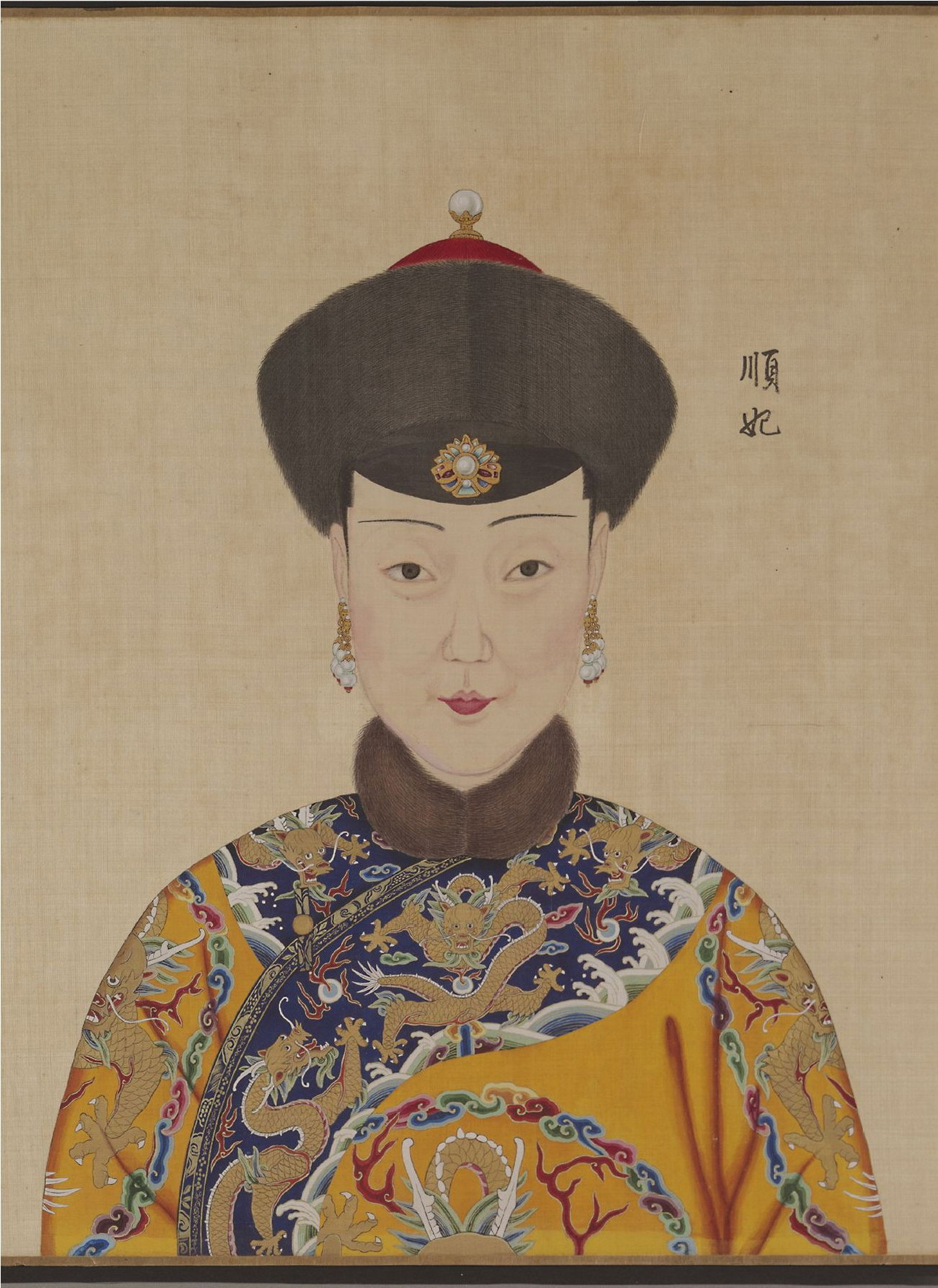
順貴人鈕祜禄氏

順貴人（じゅんきじん、乾隆12年11月25日（1750年1月3日） - 乾隆55年7月末（1790年9月9日））は、清の乾隆帝の側室。姓は鈕祜禄(ニ゙オフル)氏。満州鑲黄旗の出身。父は湖広総督、河道総督、雲貴総督、浙江巡撫、貴州巡撫などを歴任した高官の愛必達（アイビダ）。曽祖父は康熙帝時代の大臣エビルン、大伯叔母は康熙帝の后妃孝昭仁皇后と温僖貴妃。道光帝の皇后孝穆成皇后は従姪。また、同じく乾隆帝の妃嬪である誠嬪もエビルンの玄孫であり、遠縁にあたる。

## 生涯
乾隆31年（1766年）、后妃選定面接試験「選秀女」を受けて合格し、常貴人に封じられる。
乾隆33年（1768年）、順嬪に晋封される。
乾隆41年（1776年）、順妃に晋封される。『清宮医案研究』によると、このころ、順妃は妊娠していたが、流産したとされる。また、乾隆42年（1777年）、乾隆帝の母である皇太后（順妃と同じ鈕祜禄氏の出身）が崩御した影響で、順妃への冊封の儀式は執り行われなかった。
乾隆53年（1788年）、乾隆帝は順妃を順嬪に降格するように内務府に命ずる。同年、順嬪は更に順貴人に降格される。しかしながら、一連の降格の原因は不明である。
乾隆55年7月末（1790年9月9日、順貴人は病没し、清東陵の妃園寝に陪葬された。

## 登場作品
テレビドラマ
- 瓔珞〜紫禁城に燃ゆる逆襲の王妃〜（2018年、中国、演：チャン・ジアニー（中国語版）)

## 伝記資料
- 『清史稿』
- 『清宮医案研究』